# BNO-10-13 – A csont-izomrendszer és kötőszövet betegségei
 A BNO-kódrendszer hivatalos nemzetközi forrása az Egészségügyi Világszervezet (WHO) honlapja; az ÁEEK által finanszírozott egészségügyi ellátások tekintetében az aeek.hu az irányadó!
Az alábbi hierarchia a nyomtatott magyar kiadásnak (BNO-10, 1995) felel meg.

## Arthropathiák (M00-M25)

### Fertőzéses arthropathiák (M00-M03)
- M00 Ízületi gyulladás pyogén kórokozók miatt
  - M00.0 Staphylococcus okozta ízületi és sokízületi gyulladás
  - M00.1 Pneumococcus okozta ízületi és sokízületi gyulladás
  - M00.2 Egyéb streptococcus okozta ízületi és sokízületi gyulladás
  - M00.8 Egyéb baktérium okozta arthritis és polyarthritis
  - M00.9 Ízületi gyulladás k.m.n. pyogén kórokozó miatt
- M01 Ízület közvetlen fertőződése máshová osztályozott fertőző és parazitás betegségekben
  - M01.0 Meningococcus okozta ízületi gyulladás
  - M01.1 Gümőkór okozta ízületi gyulladás
  - M01.2 Arthritis Lyme-kórban
  - M01.3 Ízületi gyulladás egyéb máshová osztályozott bakteriális betegségekben
  - M01.4 Rubeolás ízületi gyulladás
  - M01.5 Ízületi gyulladás egyéb, máshová osztályozott vírusbetegségekben
  - M01.6 Ízületi gyulladás gombás fertőzésekben
  - M01.8 Arthritis egyéb, máshová osztályozott fertőző és parazitás betegségekben
- M02 Reaktív arthropathiák
  - M02.0 Arthropathia intestinális bypass után
  - M02.1 Dysentériát követő arthropathia
  - M02.2 Postimmunisatiós arthropathia
  - M02.3 Reiter-betegség
  - M02.8 Egyéb reaktív arthropathiák
  - M02.9 Reaktív arthropathia k.m.n.
- M03 Fertőzés utáni és reaktív arthropathiák máshová osztályozott betegségekben
  - M03.0 Meningococcus fertőzést követő arthritis
  - M03.1 Syphilises fertőzést követő arthropathia
  - M03.2 Egyéb, fertőzést követő arthropathiák máshová osztályozott betegségekben
  - M03.6 Reaktív arthropathiák máshová osztályozott betegségekben

### Gyulladásos polyarthropathiák M05-M14
- M05 Szeropozitív rheumatoid arthritis
  - M05.0 Felty szindróma
  - M05.1 Rheumatoid tüdőbetegség
  - M05.2 Rheumatoid érgyulladás
  - M05.3 Rheumatoid arthritis más szervek és szervrendszerek érintettségével
  - M05.8 Egyéb szeropozitív rheumatoid arthritis
  - M05.9 Szeropozitív rheumatoid arthritis k.m.n.
- M06 Egyéb rheumatoid arthritis
  - M06.0 Szeronegatív rheumatoid arthritis
  - M06.1 Felnőttkori kezdetű Still-betegség
  - M06.2 Rheumatoid bursitis
  - M06.3 Rheumatoid csomó
  - M06.4 Gyulladásos polyarthropathia
  - M06.8 Egyéb, meghatározott rheumatoid arthritis
  - M06.9 Rheumatoid arthritis k.m.n.
- M07 Psoriasisos és enteropathiás arthropathiák
  - M07.0 Distális interphalangeális arthropathia psoriatica
  - M07.1 Arthritis mutilans
  - M07.2 Spondylitis psoriatica
  - M07.3 Egyéb psoriasisos arthropathiák
  - M07.4 Arthropathia Crohn-betegségben [enteritis regionalis]
  - M07.5 Arthropathia colitis ulcerosában
  - M07.6 Egyéb enteropathiás arthropathiák
- M08 Fiatalkori ízületi gyulladás
  - M08.0 Fiatalkori rheumás ízületi gyulladás
  - M08.1 Fiatalkori spondylitis ankylopoetica
  - M08.2 Szisztémás kezdetű juvenilis arthritis
  - M08.3 Fiatalkori szeronegatív polyarthritis
  - M08.4 Kevés ízületet érintő fiatalkori ízületi gyulladás
  - M08.8 Egyéb fiatalkori ízületi gyulladás
  - M08.9 Fiatalkori ízületi gyulladás, k.m.n.
- M09 Fiatalkori ízületi gyulladás máshova osztályozott betegségekben
  - M09.0 Fiatalkori ízületi gyulladás psoriasisban
  - M09.1 Fiatalkori ízületi gyulladás Crohn-betegségben [regionális enteritis]
  - M09.2 Fiatalkori ízületi gyulladás colitis ulcerosában
  - M09.8 Fiatalkori ízületi gyulladás egyéb, máshova osztályozott betegségekben
- M10 Köszvény
  - M10.0 Idiopathiás köszvény
  - M10.1 Ólom-kiváltotta köszvény
  - M10.2 Gyógyszer-kiváltotta köszvény
  - M10.3 Vesefunkció-károsodás okozta köszvény
  - M10.4 Egyéb másodlagos köszvény
  - M10.9 Köszvény k.m.n.
- M11 Egyéb kristály okozta arthropathiák
  - M11.0 Hydroxiapatit lerakódásos betegség
  - M11.1 Familiáris chondrocalcinosis
  - M11.2 Chondrocalcinosis egyéb
  - M11.8 Egyéb, meghatározott kristály arthropathiák
  - M11.9 Kristály arthropathia k.m.n.
- M12 Egyéb specifikus arthropathiák
  - M12.0 Krónikus postrheumás arthropathia [Jaccoud]
  - M12.1 Kaschin-Beck betegség
  - M12.2 Villonoduláris synovitis (pigmentált)
  - M12.3 Palindrom rheumatismus
  - M12.4 Intermittáló hydrarthrosis
  - M12.5 Sérüléses arthropathia
  - M12.8 Egyéb meghatározott arthropathiák m.n.o.
- M13 Egyéb ízületi gyulladás
  - M13.0 Polyarthritis k.m.n.
  - M13.1 Monoarthritis m.n.o.
  - M13.8 Egyéb, meghatározott ízületi gyulladás
  - M13.9 Ízületi gyulladás k.m.n.
- M14 Arthropathiák máshova osztályozott betegségekben
  - M14.0 Enzimdefektus és más öröklődő betegségek okozta köszvényes arthropathia
  - M14.1 Kristály okozta arthropathia egyéb anyagcsere betegségekben
  - M14.2 Diabeteses arthropathia (
  - M14.3 Lipoid dermatoarthritis
  - M14.4 Arthropathia amyloidosisban
  - M14.5 Arthropathia egyéb endokrin, táplálkozási és anyagcsere rendellenességekben
  - M14.6 Neuropathiás arthropathia
  - M14.8 Arthropathia máshova osztályozott, meghatározott betegségekben

### Arthrosis M15-M19
- M15 Polyarthrosis
  - M15.0 Elsődleges, általánosult (osteo-)arthrosis
  - M15.1 Heberden-csomók (arthropathiával)
  - M15.2 Bouchard csomók (arthropathiával)
  - M15.3 Másodlagos többízületi arthrosis
  - M15.4 Erosiv (osteo)arthrosis
  - M15.8 Egyéb polyarthrosis
  - M15.9 Polyarthrosis, k.m.n.
- M16 Coxarthrosis [csípőízületi arthrosis]
  - M16.0 Elsődleges coxarthrosis, kétoldali
  - M16.1 Egyéb elsődleges coxarthrosis
  - M16.2 Kétoldali, dysplasia okozta coxarthrosis
  - M16.3 Egyéb dysplasiás coxarthrosis
  - M16.4 Kétoldali, posttraumás coxarthrosis
  - M16.5 Egyéb posttraumás coxarthrosis
  - M16.6 Egyéb másodlagos coxarthrosis, kétoldali
  - M16.7 Egyéb másodlagos coxarthrosis
  - M16.9 Coxarthrosis k.m.n.
- M17 Gonarthrosis [térdízületi arthrosis]
  - M17.0 Elsődleges térdízületi arthrosis, kétoldali
  - M17.1 Egyéb elsődleges térdízületi arthrosis
  - M17.2 Kétoldali, posttraumás térdízületi arthrosis
  - M17.3 Egyéb posttraumás gonarthrosis
  - M17.4 Egyéb másodlagos térdízületi arthrosis, kétoldali
  - M17.5 Egyéb másodlagos térdízületi arthrosis
  - M17.9 Térdízületi arthrosis k.m.n.
- M18 Az I. carpometacarpális ízület arthrosisa
  - M18.0 Az I. carpometacarpális ízület kétoldali elsődleges arthrosisa
  - M18.1 Az I. carpometacarpális ízület egyéb elsődleges arthrosisa
  - M18.2 Az I. carpometacarpális ízület kétoldali posttraumás arthrosisa
  - M18.3 Az I. carpometacarpális ízület egyéb posttraumás arthrosisa
  - M18.4 Az I. carpometacarpális ízület egyéb, kétoldali, másodlagos arthrosisa
  - M18.5 Az I. carpometacarpális ízület egyéb, másodlagos arthrosisa
  - M18.9 Az I. carpometacarpális ízület arthrosisa k.m.n.
- M19 Egyéb ízületi arthrosis
  - M19.0 Egyéb ízületek elsődleges arthrosisa
  - M19.1 Egyéb ízületek posttraumás arthrosisa
  - M19.2 Egyéb ízületek másodlagos arthrosisa
  - M19.8 Egyéb, meghatározott arthrosis
  - M19.9 Arthrosis k.m.n.

### Egyéb ízületi betegségek M20-M25
- M20 A kéz és lábujjak szerzett torzulásai
  - M20.0 Kézujj(ak) deformitása
  - M20.1 Hallux valgus (szerzett)
  - M20.2 Hallux rigidus
  - M20.3 Öregujj egyéb deformitása (szerzett)
  - M20.4 Egyéb kalapácsujj(ak) (szerzett)
  - M20.5 A lábujj(ak) egyéb deformitása (szerzett)
  - M20.6 A lábujj(ak) szerzett deformitása k.m.n.
- M21 A végtagok egyéb szerzett deformitásai
  - M21.0 Valgus deformitás, m.n.o.
  - M21.1 Varus deformitás, m.n.o.
  - M21.2 Flexiós deformitás
  - M21.3 Csukló vagy láb bénulása (szerzett)
  - M21.4 Lúdtalp [pes planus] (szerzett)
  - M21.5 Szerzett karomállású kéz, tuskókéz, karomállású láb, tuskóláb
  - M21.6 Boka és láb egyéb szerzett deformitásai
  - M21.7 Végtaghossz különbsége (szerzett)
  - M21.8 A végtagok egyéb, meghatározott szerzett deformitásai
  - M21.9 Szerzett végtag deformitás, k.m.n.
- M22 Térdkalács betegségei
  - M22.0 A térdkalács visszatérő (habituális) dislocatiója
  - M22.1 A térdkalács visszatérő (habituális) subluxatiója
  - M22.2 Patellofemorális rendellenességek
  - M22.3 A térdkalács egyéb zavarai
  - M22.4 Chondromalacia patellae
  - M22.8 A térdkalács egyéb rendellenességei
  - M22.9 Térdkalács rendellenesség k.m.n.
- M23 A térd belső rendellenességei
  - M23.0 A meniscus cystosus elváltozása
  - M23.1 Discoid meniscus (veleszületett)
  - M23.2 A meniscus rendellenessége régi szakadás vagy sérülés miatt
  - M23.3 Egyéb meniscus elváltozások
  - M23.4 Szabad test a térdízületben
  - M23.5 A térdízület krónikus instabilitása
  - M23.6 A térdízületi szalag(ok) egyéb spontán szakadása
  - M23.8 A térd egyéb belső zavarai
  - M23.9 A térd belső zavara k.m.n.
- M24 Egyéb meghatározott ízületi elváltozások
  - M24.0 Szabad test az ízületben
  - M24.1 Egyéb ízületi porc rendellenességek
  - M24.2 Szalagrendellenesség
  - M24.3 Pathológiás ízületi dislocatió és subluxatió, m.n.o.
  - M24.4 Az ízület visszatérő dislocatiója és subluxatiója
  - M24.5 Ízületi kontraktúra
  - M24.6 Ízületi ankylosis
  - M24.7 Protrusio acetabuli
  - M24.8 Egyéb meghatározott ízületi működési zavarok m.n.o.
  - M24.9 Ízületi elváltozás k.m.n.
- M25 Egyéb ízületi rendellenességek, m.n.o.
  - M25.0 Haemarthros
  - M25.1 Ízületi sipoly
  - M25.2 Lötyögő ízület
  - M25.3 Az ízület egyéb instabilitása
  - M25.4 Ízületi folyadékgyülem (effúzió)
  - M25.5 Ízületi fájdalom
  - M25.6 Ízületi merevség, m.n.o.
  - M25.7 Csontnövedék (osteophyta)
  - M25.8 Egyéb, meghatározott ízületi rendellenességek
  - M25.9 Ízületi rendellenesség, k.m.n.

## Kötőszöveti rendszerbetegségek (M30-M36)
- M30 Polyarteritis nodosa és rokon állapotok
  - M30.0 Polyarteritis nodosa
  - M30.1 Polyarteritis tüdőérintettséggel [Churg-Strauss]
  - M30.2 Fiatalkori polyarteritis
  - M30.3 Mucocután nyirokcsomó szindróma [Kawasaki]
  - M30.8 Polyarteritis nodosával rokon egyéb állapotok
- M31 Egyéb nekrotizáló vasculopathiák
  - M31.0 Túlérzékenységi angitisek
  - M31.1 Thromboticus microangiopathia
  - M31.2 Letális midline granuloma
  - M31.3 Wegener-féle granulomatosis
  - M31.4 Aortaív-szindróma [Takayasu]
  - M31.5 Óriássejtes arteritis polymyalgia rheumaticával
  - M31.6 Egyéb óriássejtes arteritis
  - M31.8 Egyéb, meghatározott nekrotizáló vasculopathiák
  - M31.9 Nekrotizáló vasculopathia k.m.n.
- M32 Szisztémás lupus erythematosus
  - M32.0 Gyógyszer kiváltotta szisztémás lupus erythematosus
  - M32.1 Szisztémás lupus erythematosus szerv és szervrendszer érintettségével
  - M32.8 Szisztémás lupus erythematosus egyéb formái
  - M32.9 Szisztémás lupus erythematosus k.m.n.
- M33 Dermatopolymyositis
  - M33.0 Fiatalkori dermatomyositis
  - M33.1 Egyéb dermatomyositis
  - M33.2 Polymyositis
  - M33.9 Dermatopolymyositis k.m.n.
- M34 Szisztémás sclerosis
  - M34.0 Progresszív szisztémás sclerosis
  - M34.1 CR(E)ST-szindróma
  - M34.2 Gyógyszer vagy kémiai anyag kiváltotta szisztémás sclerosis
  - M34.8 Szisztémás sclerosis egyéb formái
  - M34.9 Szisztémás sclerosis k.m.n.
- M35 A kötőszövet egyéb szisztémás érintettsége
  - M35.0 Sicca-szindróma [Sjögren]
  - M35.1 Egyéb overlap-szindrómák
  - M35.2 Behçet-kór
  - M35.3 Polymyalgia rheumatica
  - M35.4 Diffúz (eosinophil-sejtes) bőnyegyulladás
  - M35.5 Multifokális fibrosclerosis
  - M35.6 Panniculitis recidivans [Weber-Christian]
  - M35.7 Hypermobilitás szindróma
  - M35.8 A kötőszövet egyéb, meghatározott szisztémás érintettsége
  - M35.9 A kötőszövet szisztémás érintettsége, k.m.n.
- M36 A kötőszövet szisztémás megbetegedései máshova osztályozott betegségekben
  - M36.0 Dermato(poly)myositis daganatos betegségben
  - M36.1 Arthropathia daganatos betegségben
  - M36.2 Haemophiliás arthropathia
  - M36.3 Arthropathia egyéb haematológiai rendellenességekben
  - M36.4 Arthropathia máshová osztályozott túlérzékenységi reakciókban
  - M36.8 A kötőszövet szisztémás rendellenességei máshová osztályozott, egyéb betegségekben

## Dorsopathiák (M40-M54)

### Deformáló dorsopathiák (M40-M43)
- M40 Kyphosis és lordosis
  - M40.0 Tartási kyphosis
  - M40.1 Egyéb másodlagos kyphosis
  - M40.2 Egyéb és nem meghatározott kyphosis
  - M40.3 Lapos-hát szindróma
  - M40.4 Egyéb lordosis
  - M40.5 Lordosis, k.m.n.
- M41 Scoliosis
  - M41.0 Kisgyermekkori idiopathiás gerincferdülés
  - M41.1 Fiatalkori idiopathiás gerincferdülés
  - M41.2 Egyéb idiopathiás scoliosis
  - M41.3 Mellkasi eredetű gerincferdülés
  - M41.4 Ideg-izom-eredetű scoliosis
  - M41.5 Egyéb másodlagos scoliosisok
  - M41.8 A scoliosis egyéb formái
  - M41.9 Scoliosis k.m.n.
- M42 Gerinc osteochondrosis
  - M42.0 A gerinc juvenilis osteochondrosisa
  - M42.1 A gerinc felnőttkori osteochondrosisa
  - M42.9 A gerinc osteochondrosisa k.m.n.
- M43 Egyéb deformáló dorsopathiák
  - M43.0 Spondylolysis
  - M43.1 Spondylolisthesis
  - M43.2 A gerinc egyéb ankylosisai
  - M43.3 Recidiv atlantoaxiális subluxatio myelopathiával
  - M43.4 Egyéb recidiv atlantoaxiális subluxatio
  - M43.5 Egyéb visszatérő gerincízületi subluxatio
  - M43.6 Ferdenyak
  - M43.8 Egyéb meghatározott deformáló dorsopathiák
  - M43.9 Deformáló dorsopathia k.m.n.

### Spondylopathiák (M45-M49)
- M45 Spondylitis ankylopoetica
- M46 Egyéb gyulladásos gerincbetegségek
  - M46.0 A gerinc enthesopathiái
  - M46.1 Sacroileitis m.n.o.
  - M46.2 A csigolya osteomyelitise
  - M46.3 A csigolyaközti porckorong (gennyes) fertőzése
  - M46.4 Csigolyaközti porckorong-gyulladás k.m.n.
  - M46.5 Egyéb fertőzéses spondylopathiák
  - M46.8 Egyéb meghatározott gyulladásos spondylopathiák
  - M46.9 Gyulladásos spondylopathia k.m.n.
- M47 Spondylosis
  - M47.0 Arteria spinalis anterior és arteria vertebralis kompressziós szindróma
  - M47.1 Egyéb spondylosis myelopathiával
  - M47.2 Egyéb spondylosis radiculopathiával
  - M47.8 Egyéb spondylosis
  - M47.9 Spondylosis k.m.n.
- M48 Egyéb gerincbetegségek
  - M48.0 Gerinccsatorna szűkület
  - M48.1 Spondylosis hyperostotica [Forestier]
  - M48.2 A processus spinosusok összeérése (kissing spine)
  - M48.3 Traumás spondylopathia
  - M48.4 A csigolyák fáradásos törése
  - M48.5 Csigolya összeroppanás, m.n.o.
  - M48.8 Egyéb meghatározott spondylopathiák
  - M48.9 Spondylopathia k.m.n.
- M49 Spondylopathiák máshova osztályozott betegségekben
  - M49.0 Gerinc-tuberkulózis
  - M49.1 Brucella spondylitis
  - M49.2 Enterobaktériumok okozta spondylitis
  - M49.3 Spondylopathia máshova osztályozott egyéb fertőző és parazitás betegségekben
  - M49.4 Neuropathiás spondylopathia
  - M49.5 Csigolya összeroppanás máshová osztályozott betegségekben
  - M49.8 Spondylopathia máshova osztályozott betegségekben

### Egyéb dorsopathiák (M50-M54)
- M50 A nyaki porckorongok rendellenességei
  - M50.0 Nyaki porckorong rendellenesség myelopathiával
  - M50.1 Nyaki porckorong rendellenesség radiculopathiával
  - M50.2 Egyéb nyaki porckorong dislocatió
  - M50.3 Egyéb, nyaki porckorong degeneráció
  - M50.8 Egyéb nyaki porckorong rendellenességek
  - M50.9 Nyaki porckorong rendellenesség k.m.n.
- M51 Egyéb intervertebrális porckorong rendellenességek
  - M51.0 Lumbális és egyéb intervertebrális discus rendellenességek myelopathiával
  - M51.1 Lumbális és egyéb intervertebrális discus rendellenességek radiculopathiával
  - M51.2 Egyéb meghatározott intervertebrális discus dislocatió
  - M51.3 Egyéb meghatározott intervertebrális discus degeneratió
  - M51.4 Schmorl-csomók
  - M51.8 Egyéb meghatározott intervertebrális discus rendellenességek
  - M51.9 Intervertebrális discus rendellenesség k.m.n.
- M53 Egyéb m.n.o. dorsopathiák
  - M53.0 Cervicocraniális szindróma
  - M53.1 Cervicobrachiális szindróma
  - M53.2 Gerinc instabilitás
  - M53.3 Sacrococcygeális rendellenességek m.n.o.
  - M53.8 Egyéb meghatározott dorsopathiák
  - M53.9 Dorsopathia k.m.n.
- M54 Hát-fájdalom
  - M54.0 A hát és a nyak területét érintő panniculitis
  - M54.1 Radiculopathia
  - M54.2 Cervicalgia
  - M54.3 Ischias
  - M54.4 Lumbago ischiásszal
  - M54.5 Derékfájás
  - M54.6 Fájdalom háti gerinc területén
  - M54.8 Egyéb hátfájdalom
  - M54.9 Dorsalgia k.m.n.

## Lágyrész-rendellenességek (M60-M79)

### Az izmok rendellenességei (M60-M63)
- M60 Myositis
  - M60.0 Fertőzéses myositis
  - M60.1 Interstitiális myositis
  - M60.2 A lágyrészek idegentest-granulomája, m.n.o.
  - M60.8 Egyéb myositis
  - M60.9 Myositis k.m.n.
- M61 Az izmok meszesedése és csontosodása
  - M61.0 Traumás eredetű myositis ossificans
  - M61.1 Progresszív myositis ossificans
  - M61.2 Az izmok bénulásos meszesedése és csontosodása
  - M61.3 Az izmok meszesedése és csontosodása égési sérüléshez társulva
  - M61.4 Egyéb meszesedés az izomban
  - M61.5 Egyéb csontosodás az izomban
  - M61.9 Meszesedés és csontosodás az izmokban k.m.n.
- M62 Egyéb izom-rendellenességek
  - M62.0 Izom-diastasis
  - M62.1 Az izmok egyéb (nem traumás) repedése
  - M62.2 Az izmok ischaemiás infarctusa
  - M62.3 Immobilitás-szindróma (paraplegiás)
  - M62.4 Izomkontraktúra
  - M62.5 Izomtömegvesztés és atrophia, m.n.o.
  - M62.6 Izomrándulás
  - M62.8 Egyéb meghatározott izom-rendellenességek
  - M62.9 Izom-rendellenesség k.m.n.
- M63 Izom-rendellenességek máshova osztályozott betegségekben
  - M63.0 Myositis máshova osztályozott bakteriális betegségekben
  - M63.1 Myositis máshova osztályozott protozoon és parazitás fertőzésekben
  - M63.2 Myositis máshova osztályozott egyéb fertőző betegségekben
  - M63.3 Myositis sarcoidosisban
  - M63.8 Az izmok egyéb rendellenességei máshova osztályozott betegségekben

### A synovium és inak rendellenességei (M65-M68)
- M65 Synovitis és tenosynovitis
  - M65.0 Ínhüvely tályog
  - M65.1 Egyéb fertőzéses tendinitis (synovitis)
  - M65.2 Calcificáló tendinitis
  - M65.3 Pattanó ujj
  - M65.4 Processus styloideus radialis tenosynovitis [de Quervain]
  - M65.8 Egyéb synovitis és tenosynovitis
  - M65.9 Synovitis és tenosynovitis k.m.n.
- M66 Synovium és ín spontán rupturája
  - M66.0 Popliteális cysta ruptura
  - M66.1 Synoviális ruptura
  - M66.2 Az extensor inak spontán rupturája
  - M66.3 A flexor inak spontán rupturája
  - M66.4 Egyéb inak spontán rupturája
  - M66.5 Nem meghatározott inak spontán rupturája
- M67 A synovium és az inak egyéb rendellenességei
  - M67.0 Achilles ín rövidülés (szerzett)
  - M67.1 Az inak (ínhüvelyek) egyéb contracturái
  - M67.2 Synoviális hypertrophia, m.n.o.
  - M67.3 Átmeneti synovitis
  - M67.4 Ganglion
  - M67.8 A synovium és az inak egyéb, meghatározott rendellenességei
  - M67.9 A synovium és az inak rendellenessége k.m.n.
- M68 A synovium és inak rendellenességei máshova osztályozott betegségekben
  - M68.0 Synovitis és tenosynovitis máshova osztályozott bakteriális betegségekben
  - M68.8 A synovium és inak egyéb rendellenességei máshova osztályozott betegségekben

### Egyéb lágyrész-rendellenességek (M70-M79)
- M70 Lágyrész-rendellenességek erőltetés, vagy nyomás következtében
  - M70.0 A kéz és a csukló idült crepitáló synovitise
  - M70.1 A kéz bursitise
  - M70.2 Olecranon bursitis
  - M70.3 A könyök egyéb bursitisei
  - M70.4 Praepatelláris bursitis
  - M70.5 A térd egyéb bursitisei
  - M70.6 Trochanter táji bursitis
  - M70.7 A csípő egyéb bursitisei
  - M70.8 Egyéb lágyrész-rendellenességek normál és erőltetett igénybevétel, nyomás következtében
  - M70.9 Nem meghatározott lágyrész-rendellenesség normál és erőltetett igénybevétel, nyomás következtében
- M71 Egyéb bursopathiák
  - M71.0 Bursa tályog
  - M71.1 Egyéb infectiós bursitis
  - M71.2 A popliteális árok synoviális cystája [Baker]
  - M71.3 A bursák egyéb cystái
  - M71.4 Kalcium-lerakódás a bursában
  - M71.5 Egyéb bursitisek m.n.o.
  - M71.8 Egyéb, meghatározott bursopathiák
  - M71.9 Bursopathia k.m.n.
- M72 Fibroblastos rendellenességek
  - M72.0 A fascia palmaris fibromatosisa [Dupuytren]
  - M72.1 Bőrkeményedés, tyúkszem
  - M72.2 A fascia plantaris fibromatosisa
  - M72.3 Noduláris fascitis
  - M72.4 Pseudosarcomatosus fibromatosis
  - M72.5 Fascitis m.n.o.
  - M72.8 Egyéb fibroblastos rendellenességek
  - M72.9 Fibroblastos rendellenesség k.m.n.
- M73 Lágyrész-rendellenességek máshová osztályozott betegségekben
  - M73.0 Gonococcus okozta bursitis
  - M73.1 Szifilisz okozta bursitis
  - M73.8 Egyéb lágyrész-rendellenességek máshova osztályozott betegségekben
- M75 Váll-elváltozások
  - M75.0 A váll adhaesiv capsulitise
  - M75.1 Rotátor köpeny szindróma
  - M75.2 Biceps tendinitis
  - M75.3 A váll calcificáló tendinitise
  - M75.4 A váll ízület ütődéses szindrómája
  - M75.5 Váll-bursitis
  - M75.8 Egyéb vállelváltozások
  - M75.9 Vállelváltozás k.m.n.
- M76 Az alsó végtag enthesopathiái, kivéve a lábfejet
  - M76.0 Gluteális tendinitis
  - M76.01 Piriformis szindróma
  - M76.1 Psoas tendinitis
  - M76.2 Crista iliaca sarkantyú
  - M76.3 Tractus iliotibialis szindróma
  - M76.4 Bursitis collateralis tibialis [Pellegrini-Stieda]
  - M76.5 Patelláris tendinitis
  - M76.6 Achilles tendinitis
  - M76.7 Peroneális tendinitis
  - M76.8 Az alsó végtag egyéb enthesopathiái, kivéve a lábfejet
  - M76.9 Az alsó végtag enthesopathiája k.m.n.
- M77 Egyéb enthesopathiák
  - M77.0 Epicondylitis medialis
  - M77.1 Epicondylitis lateralis
  - M77.2 A csukló periarthritise
  - M77.3 Calcaneus sarkantyú
  - M77.4 Metatarsalgia
  - M77.5 A lábfej egyéb enthesopathiája
  - M77.8 Egyéb enthesopathiák m.n.o.
  - M77.9 Enthesopathia k.m.n.
- M79 Egyéb m.n.o. lágyrész-rendellenességek
  - M79.0 Rheumatismus k.m.n.
  - M79.1 Izomfájdalom
  - M79.2 Neuralgia és neuritis k.m.n.
  - M79.3 Panniculitis k.m.n.
  - M79.4 Az (infrapatelláris) zsírpárna hypertrophiája
  - M79.5 A lágyrészekben visszamaradt idegentest
  - M79.6 Végtagfájdalom
  - M79.8 Egyéb, meghatározott lágyrész-rendellenességek
  - M79.9 Lágyrész-rendellenesség k.m.n.

## Osteo- és chondropathiák (M80-M94)

### A csontsűrűség és csontszerkezet rendellenességei (M80-M85)
- M80 Osteoporosis pathológiás töréssel
  - M80.0 Postmenopausális osteoporosis pathológiás töréssel
  - M80.1 Petefészek eltávolítás utáni osteoporosis pathológiás töréssel
  - M80.2 Inaktivitási osteoporosis pathológiás töréssel
  - M80.3 Sebészeti beavatkozást követő felszívódási zavar okozta osteoporosis, pathológiás töréssel
  - M80.4 Gyógyszer indukálta osteoporosis pathológiás töréssel
  - M80.5 Idiopathiás osteoporosis pathológiás töréssel
  - M80.8 Egyéb osteoporosis pathológiás töréssel
  - M80.9 Nem meghatározott osteoporosis pathológiás töréssel k.m.n.
- M81 Osteoporosis pathológiás csonttörés nélkül
  - M81.0 Postmenopausális osteoporosis
  - M81.1 Petefészek eltávolítás utáni osteoporosis
  - M81.2 Inaktivitási osteoporosis
  - M81.3 Sebészeti beavatkozást követő felszívódási zavar okozta osteoporosis
  - M81.4 Gyógyszer indukálta osteoporosis
  - M81.5 Idiopathiás osteoporosis
  - M81.6 Lokalizált osteoporosis [Lequesne]
  - M81.8 Egyéb osteoporosis
  - M81.9 Osteoporosis k.m.n.
- M82 Osteoporosis máshova osztályozott betegségekben
  - M82.0 Osteoporosis myeloma multiplexben
  - M82.1 Osteoporosis endokrin rendellenességekben
  - M82.8 Osteoporosis egyéb, máshova osztályozott betegségekben
- M83 Felnőttkori csontlágyulás
  - M83.0 Gyermekágyi csontlágyulás
  - M83.1 Aggkori csontlágyulás
  - M83.2 Felnőttkori, felszívódási zavar okozta csontlágyulás
  - M83.3 Felnőttkori malnutritiós csontlágyulás
  - M83.4 Alumínium csontbetegség
  - M83.5 Egyéb felnőttkori, gyógyszer indukálta csontlágyulás
  - M83.8 Egyéb felnőttkori csontlágyulás
  - M83.9 Felnőttkori csontlágyulás k.m.n.
- M84 A csontfolytonosság rendellenességei
  - M84.0 Rosszul illeszkedve gyógyult csonttörés
  - M84.1 Össze nem forrt csonttörés [álízület]
  - M84.2 Csonttörés elhúzódó gyógyulása
  - M84.3 Stressz-fractura m.n.o.
  - M84.4 Pathológiás csonttörés m.n.o.
  - M84.8 A csontfolytonosság egyéb rendellenességei
  - M84.9 A csontfolytonosság rendellenessége k.m.n.
- M85 A csontsűrűség és szerkezet egyéb rendellenességei
  - M85.0 Fibrosus dysplasia (monostotikus)
  - M85.1 A csontváz fluorosisa
  - M85.2 A koponyacsont hyperostosisa
  - M85.3 Ostitis condensans
  - M85.4 Szoliter csontcysta
  - M85.5 Aneurysmális csontcysta
  - M85.6 A csont egyéb cystái
  - M85.8 A csontsűrűség és szerkezet egyéb meghatározott rendellenességei
  - M85.9 A csontsűrűség és szerkezet rendellenessége k.m.n.

### Egyéb osteopathiák (M86-M90)
- M86 Csontvelőgyulladás
  - M86.0 Akut haematogen osteomyelitis
  - M86.1 Egyéb akut osteomyelitis
  - M86.2 Subacut osteomyelitis
  - M86.3 Idült, multifokális osteomyelitis
  - M86.4 Idült osteomyelitis váladékozó üreggel
  - M86.5 Egyéb idült, haematogen osteomyelitis
  - M86.6 Egyéb idült osteomyelitis
  - M86.8 Egyéb osteomyelitis
  - M86.9 Osteomyelitis k.m.n.
- M87 Csontelhalás
  - M87.0 Idiopathiás aszeptikus csontelhalás
  - M87.1 Gyógyszer okozta csontelhalás
  - M87.2 Posttraumás csontelhalás
  - M87.3 Egyéb másodlagos csontelhalás
  - M87.8 Egyéb csontelhalás
  - M87.9 Csontelhalás k.m.n.
- M88 A csontok Paget-kórja [ostitis deformans]
  - M88.0 A koponya Paget-kórja
  - M88.8 Egyéb csontok Paget-kórja
  - M88.9 A csont Paget-kórja k.m.n.
- M89 Egyéb csontrendellenességek
  - M89.0 Algoneurodystrophia
  - M89.1 Epiphyseális blokk
  - M89.2 Egyéb csontfejlődési és növekedési rendellenességek
  - M89.3 Csont-hypertrophia
  - M89.4 Egyéb hypertrophiás osteoarthropathia
  - M89.5 Osteolysis
  - M89.6 Poliomyelitis utáni osteopathia
  - M89.8 Egyéb meghatározott csont rendellenességek
  - M89.9 Csontrendellenesség k.m.n.
- M90 Osteopathiák máshova osztályozott betegségekben
  - M90.0 Csont-gümőkór
  - M90.1 Csonthártyagyulladás egyéb, máshova osztályozott fertőző betegségekben
  - M90.2 Osteopathia egyéb, máshova osztályozott fertőző betegségekben
  - M90.3 Csontelhalás keszonbetegségben
  - M90.4 Haemoglobinopathia okozta csontelhalás
  - M90.5 Csontelhalás egyéb, máshová osztályozott betegségekben
  - M90.6 Osteitis deformans daganatos betegségekben
  - M90.7 Csonttörés rosszindulatú daganatos betegségekben
  - M90.8 Osteopathia egyéb máshová osztályozott betegségben

### Chondropathiák (M91-M94)
- M91 A csípő és medence juvenilis osteochondrosisa
  - M91.0 A medence juvenilis osteochondrosisa
  - M91.1 A combfej juvenilis osteochondrosisa [Legg-Calvé-Perthes]
  - M91.2 Coxa plana
  - M91.3 Pseudocoxalgia
  - M91.8 Egyéb juvenilis csípő és medence osteochondrosis
  - M91.9 Juvenilis csípő és medence osteochondrosis k.m.n.
- M92 Egyéb fiatalkori osteochondrosis
  - M92.0 A felkarcsont juvenilis osteochondrosisa
  - M92.1 A singcsont és orsócsont juvenilis osteochondrosisa
  - M92.2 A kéz juvenilis osteochondrosisa
  - M92.3 A felső végtag egyéb juvenilis osteochondrosisa
  - M92.4 A térdkalács juvenilis osteochondrosisa
  - M92.5 A sípcsont és szárkapocs juvenilis osteochondrosisa
  - M92.6 A lábtő juvenilis osteochondrosisa
  - M92.7 A lábközépcsontok juvenilis osteochondrosisa
  - M92.8 Egyéb, meghatározott juvenilis osteochondrosis
  - M92.9 Juvenilis osteochondrosis k.m.n.
- M93 Egyéb osteochondropathiák
  - M93.0 A combcsont proximális epiphysisének elcsúszása (nem traumás)
  - M93.1 Felnőttkori Kienböck-betegség
  - M93.2 Osteochondritis dissecans
  - M93.8 Egyéb meghatározott osteochondropathiák
  - M93.9 Osteochondropathia k.m.n.
- M94 A porc egyéb rendellenességei
  - M94.0 Chondrocostális junctio-szindróma [Tietze]
  - M94.1 Visszatérő polychondritis
  - M94.2 Porclágyulás
  - M94.3 Chondrolysis
  - M94.8 Egyéb meghatározott porcrendellenességek
  - M94.9 Porcrendellenesség k.m.n.

## A csont-izomrendszer és kötőszövet egyéb rendellenességei (M95-M99)
- M95 A csont - izomrendszer és a kötőszövet egyéb szerzett deformitásai
  - M95.0 Az orr szerzett deformitása
  - M95.1 Karfiol-fül
  - M95.2 A fej egyéb szerzett deformitása
  - M95.3 A nyak szerzett deformitása
  - M95.4 A mellkas és bordák szerzett deformitása
  - M95.5 A medence szerzett deformitása
  - M95.8 A csont izomrendszer egyéb meghatározott, szerzett deformitásai
  - M95.9 Szerzett csont izomrendszer deformitás k.m.n.
- M96 Beavatkozás utáni csont-izomrendszeri deformitások m.n.o.
  - M96.0 Álízület fúzió vagy arthrodesis után
  - M96.1 Postlaminectomiás szindróma k.m.n.
  - M96.2 Besugárzás utáni kyphosis
  - M96.3 Postlaminectomiás kyphosis
  - M96.4 Műtét utáni lordosis
  - M96.5 Besugárzás utáni scoliosis
  - M96.6 Csonttörés ortopéd implantátum, ízületi protézis vagy csont beültetése után
  - M96.8 Egyéb beavatkozás utáni csont-izomrendszer rendellenességek
  - M96.9 Beavatkozás utáni csont-izomrendszeri rendellenesség k.m.n.
- M99 Biomechanikai károsodások m.n.o.
  - M99.0 Szegmentális és szomatikus dysfunctio
  - M99.1 Komplex subluxatio (csigolya)
  - M99.2 A gerinccsatorna subluxatio okozta szűkülete
  - M99.3 A gerinccsatorna csontos szűkülete
  - M99.4 A gerinccsatorna kötőszövetes szűkülete
  - M99.5 A gerinccsatorna intervertebrális discus okozta szűkülete
  - M99.6 Az intervertebrális foramenek csontos és subluxatiós szűkülete
  - M99.7 Az intervertebrális foramenek kötőszövetes és discus okozta szűkülete
  - M99.8 Egyéb biomechanikai károsodások
  - M99.9 Biomechanikai károsodás k.m.n.

| Sorszám | Főcsoport                                                                                                | BNO kódok |
| ------- | --- | --------- |
| 01      | BNO-10-01 – Fertőző és parazitás betegségek                                                              | A00–B99   |
| 02      | BNO-10-02 – Daganatok                                                                                    | C00–D48   |
| 03      | BNO-10-03 – A vér és a vérképző szervek betegségei és az immunrendszert érintő bizonyos rendellenességek | D50–D89   |
| 04      | BNO-10-04 – Endokrin, táplálkozási és anyagcsere betegségek                                              | E00–E90   |
| 05      | BNO-10-05 – Mentális és viselkedészavarok                                                                | F00–F99   |
| 06      | BNO-10-06 – Az idegrendszer betegségei                                                                   | G00–G99   |
| 07      | BNO-10-07 – A szem és függelékeinek betegségei                                                           | H00–H59   |
| 08      | BNO-10-08 – A fül és a csecsnyúlvány megbetegedései                                                      | H60–H95   |
| 09      | BNO-10-09 – A keringési rendszer betegségei                                                              | I00–I99   |
| 10      | BNO-10-10 – A légzőrendszer betegségei                                                                   | J00–J99   |
| 11      | BNO-10-11 – Az emésztőrendszer betegségei                                                                | K00–K93   |
| 12      | BNO-10-12 – A bőr és bőralatti szövet betegségei                                                         | L00–L99   |
| 13      | BNO-10-13 – A csont-izomrendszer és kötőszövet betegségei                                                | M00–M99   |
| 14      | BNO-10-14 – Az urogenitális rendszer megbetegedései                                                      | N00–N99   |
| 15      | BNO-10-15 – Terhesség, szülés és a gyermekágy                                                            | O00–O99   |
| 16      | BNO-10-16 – A perinatális szakban keletkező bizonyos állapotok                                           | P00–P96   |
| 17      | BNO-10-17 – Veleszületett rendellenességek, deformitások és kromoszómaabnormitások                       | Q00–Q99   |
| 18      | BNO-10-18 – Máshova nem osztályozott panaszok, tünetek és kóros klinikai és laboratóriumi leletek        | R00–R99   |
| 19      | BNO-10-19 – Sérülés, mérgezés és külső okok bizonyos egyéb következményei                                | S00–T98   |
| 20      | BNO-10-20 – A morbiditás és mortalitás külső okai                                                        | V01–Y98   |
| 21      | BNO-10-21 – Az egészségi állapotot és egészségügyi szolgálatokkal való kapcsolatot befolyásoló tényezők  | Z00–Z99   |
| (22)    | BNO-10-22 – Speciális kódok                                                                              | U00–U99   |